# Bahía Apalachicola
La bahía de Apalachicola (del inglés: Apalachicola Bay) es un amplio estuario y lagoon ubicado en la costa noroeste del estado de Florida, conocida por sus ostras. La bahía Apalachicola está localizada al fondo de la bahía de Apalache, con la que no debe ser confundida, y es parte de un sistema de lagunas estuarinas que también incluye al St. Georges Sound, al St. Vincent Sound y a la East Bay, y que comprende una superficie conjunta de unos 540 km². Cuatro islas separan el sistema del golfo de México; la isla St. Vincent, al oeste; Cape St. George y St. George, al sur; y Dog, al este. . El intercambio de agua se produce a través de los pasos Indian, West y East y del canal Duer. 
El lagoon ha sido designado como una Reserva Nacional de Investigación Estuarina (National Estuarine Research Reserve) y el río Apalachicola es la mayor fuente de agua dulce al estuario. Combinado con el río Chattahoochee, el río Flint y el río Ochlockonee drenan una cuenca de más de 50.000 km², con un caudal de 550 m³/s de acuerdo con la «Encuesta Geológica de Estados Unidos» (United States Geological Survey) en 2002.
La región cuenta con 1.162 especies de plantas, e incluye el mayor conjunto natural de árboles tupelo del mundo. El área es también el hogar de 308 especies de aves, 186 de peces, 57 de mamíferos, y cuenta con la mayor densidad de especies de anfibios y reptiles en toda América del Norte, al norte de México. En el año 2002 fue declarada la «Reserva de Investigación Estuarina Nacional Apalachicola» (Apalachicola National Estuarine Research Reserve). 
La bahía de Apalachicola Bay es parte del Sistema Nacional de Reservas de Investigación Estuarina. (The National Estuarine Research Reserve System).
La bahía también forma parte de la ruta navegable del Canal Intracostero del Golfo.